# Ignacio Villaverde
Ángel Ignacio Villaverde Menéndez (Gijón, Asturias, 24 de febrero de 1965) es un jurista y académico español, especialista en Derecho Constitucional. Fue Secretario General de la Universidad de Oviedo entre 2004 y 2007 y, desde esa fecha hasta 2008, Vicerrector. Entre 2012 y 2020 fue Secretario del Consejo Social de la Universidad de Oviedo. El 12 de febrero de 2021 fue elegido Rector de la Universidad de Oviedo.

## Trayectoria profesional
Se licenció en Derecho en la Universidad de Oviedo en 1988 habiendo conseguido unos buenos resultados académicos y se doctoró "cum laude" en Derecho en la misma Universidad en el año 1993 con una tesis titulada Estado democrático e información: el derecho a ser informado dirigida por el profesor Francisco Bastida.
En 1991 fue elegido Secretario del Departamento de Derecho Público de la Universidad de Oviedo, comenzando así su carrera dentro de la institución.
En mayo de 1998 se incorporó como letrado adscrito al Tribunal Constitucional, de donde regresó en el año 2001 para incorporarse nuevamente a la Universidad de Oviedo. En mayo de 2004 fue elegido secretario de la Universidad y en febrero de 2007 vicerrector; siendo rector Juan Vázquez.
Entre abril de 2009 y junio de 2011 dirigió los servicios jurídicos del Ayuntamiento de Gijón, siendo alcaldesa Paz Fernández Felgueroso. Desde noviembre de 2011 es catedrático de Derecho Constitucional y en 2012 fue nombrado Secretario del Consejo Social de la Universidad de Oviedo, cargo que dejaría en enero de 2020. Al mes siguiente se postuló como candidato a rector de la Universidad. Las elecciones a rector se iban a celebrar en la primavera de 2020 aunque la pandemia de COVID-19 las atrasó hasta febrero de 2021.
El 12 de febrero de 2021, fue elegido Rector de la Universidad de Oviedo tras imponerse por un 52,45% de los votos ante el Rector en funciones Santiago García Granda, que obtuvo el 47,50%. A finales de 2022 y principios de 2023 se formó una polémica con el alcalde de Oviedo, Alfredo Canteli, debido a las quejas de éste sobre la decisión de la Universidad de trasladar la Escuela de Minas desde Oviedo al campus de Mieres. Canteli llegó a definir a Villaverde como el «anti-Oviedo». Ignacio Villaverde tachó de electoralistas estas quejas y argumentó que había recibido violencia verbal por parte del Ayuntamiento, e incluso acoso personal. Canteli contrargumentó diciendo que «si tiene algún problema en la calle, por algo será».
El 11 de marzo de 2024 Villaverde anunció un adelanto de las elecciones a rector, previstas para 2025. Así mismo, se presentó a la reelección en las elecciones del 25 de abril.

## Actividades profesionales
La investigación del profesor Villaverde se centra principalmente en los derechos de libertad de expresión e información, protección de datos personales, transparencia y la teoría general de los derechos fundamentales.
Coordinador del foro Espacio Fundamentos de la Universidad de Oviedo y la Junta General del Principado de Asturias.

## Vida personal
Ignacio Villaverde nació en el barrio de El Llano de Gijón (Asturias) en el año 1965. Era el hermano mayor de los tres hijos que tuvieron su padre Antonio, comisario de Policía Armada, y su madre Esther, que tenía un quiosco. Estudió la educación primaria en La Escuelona y la secundaria en el Instituto Jovellanos. Posteriormente, sin poder permitirse su familia que estudiara fuera de Asturias sus primeras opciones (filosofía o periodismo), se matriculó en 1984 en Derecho en la Universidad de Oviedo. Es aficionado a la música y fue guitarrista en bandas adolescentes de rock-indie influenciadas por el grupo The Police. Se casó y tuvo dos hijas (1996 y 2005). Reside en Gijón.